# Zelena, Ciortkiv
Zelena (în ucraineană Зелена) este un sat în comuna Koțiubînciîkî din raionul Ciortkiv, regiunea Ternopil, Ucraina.

## Demografie
Componența lingvistică a localității Zelena
     Ucraineană (98,58%)
     Alte limbi (1,42%)
Conform recensământului din 2001, majoritatea populației localității Zelena era vorbitoare de ucraineană (98,58%), existând în minoritate și vorbitori de alte limbi.